# NK Uljara Zagreb
Nogometni klub Uljara Zagreb bio je hrvatski nogometni klub iz Zagreba. 
Postojao je od svibnja 1954. do 1959. kada se ujedinio s Milicionarom u Zvijezdu.